# Weißenbachtalradweg
Der Weißenbachtalradweg (amtlich Weißenbachtalweg) ist ein Radwanderweg, der durch das Weißenbachtal im Salzkammergut in Oberösterreich führt. Im Rahmen des oberösterreichischen Landesradwegenetzes wird der Radweg durch die Beschilderung R15 gekennzeichnet.

## Lage und Verlauf

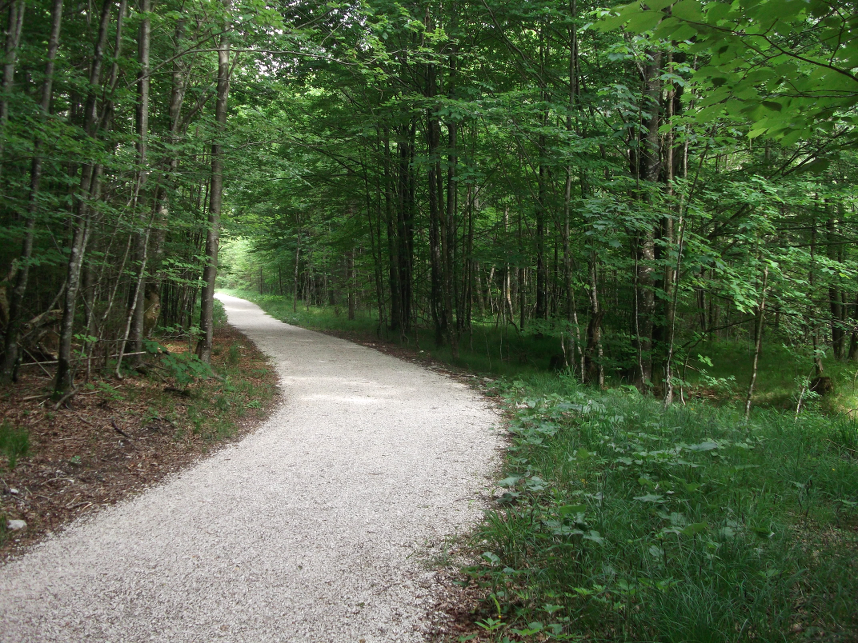
Der Radweg

Das Weißenbachtal erstreckt sich vom südlichen Ende des Attersees auf einer Länge von etwa 15 Kilometer bis nach Bad Ischl und liegt am Fuße des Höllengebirges, der Scheitelpunkt der Strecke erreicht eine Höhe von 592 m. Mit dem Radwanderweg wird die Verbindung zwischen innerem Salzkammergut und dem Atterseegebiet touristisch auch für Radfahrer erschlossen.
Der Weißenbachtalradweg ist Teil des Radwanderwegnetzes in Oberösterreich. Die gesamte Länge des Radweges von Unterach am Attersee bis zum Salzkammergut-Radweg in Mitterweißenbach beträgt 20 Kilometer. Der auf das Weißenbachtal entfallende Teil ist 12,1 Kilometer lang und führt durch die Gemeinden Steinbach am Attersee (6,7 km) und Bad Ischl (5,4 km). Bei der Festlegung der Route wurden auf der Steinbacher Westseite hauptsächlich bestehende Forst- und Wanderwege benützt, um eine Streckenführung direkt an der auch als Motorrad-Strecke bekannten Weißenbacher Straße zu vermeiden, auf der Ostseite verläuft der Radweg meist auf der Straße.

## Besonderheiten

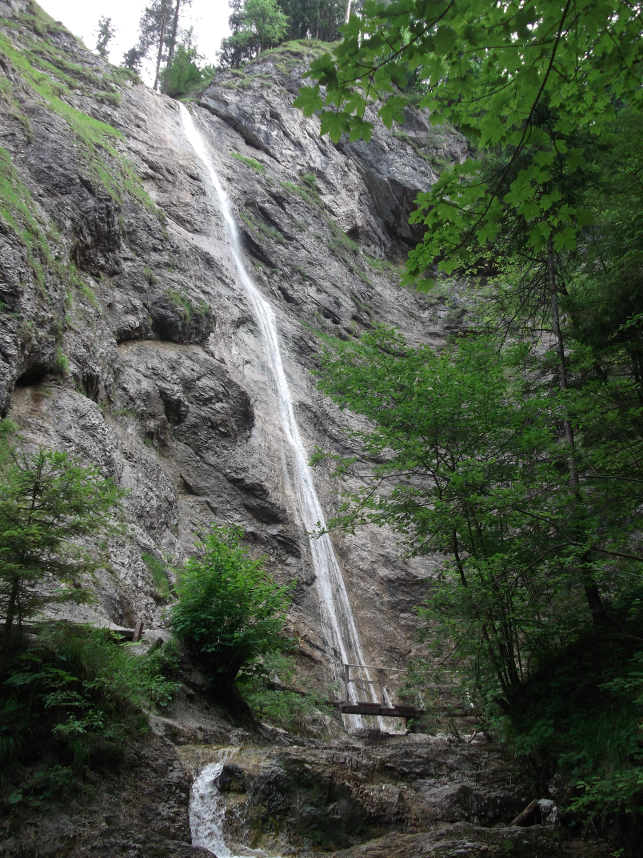
Nixenfall

Ein Stück des Radwegs verläuft entlang des FKK-Geländes im Weißenbachtal, was im Sommer 2011 auch medial für Aufruhr sorgte. Wie in den Oberösterreichischen Nachrichten berichtet wurde, kam es vermehrt zu wütenden Beschwerden von Urlaubern und Anrainern über Sexszenen im Weißenbachtal. Seit Juni 2012 sind die FKK-Bereiche im Weißenbachtal klar ausgeschildert – mit roten Hinweistafeln wird auf die Nacktbader hingewiesen.
Als Sehenswürdigkeit entlang des Radwanderweges gilt der sogenannte Nixenfall, ein etwa 50 Meter hoher Wasserfall am Fuße des Eibenbergs. Einer Legende folgend lebt hinter dem Wasserfall die Nixe des Attersees.

## Bau des Radwanderweges
Spatenstich und Baubeginn erfolgten im September 2009. Die Kosten für den Bau wurden jeweils von den beiden Gemeinden Steinbach am Attersee und Bad Ischl getragen (rund 1,1 Mio. Euro bzw. 600.000 Euro), wobei eine Förderung durch das Land Oberösterreich im Ausmaß von 50 % erfolgte.
Mit der Fertigstellung eines Überganges an der Seeleiten Straße wird im Herbst 2014 gerechnet.